# L'Ormindo
L'Ormindo (en español, El Ormindo) es una ópera (Favola regia per musica) en un prólogo y  tres actos con música de Francesco Cavalli y libreto en italiano de Giovanni Faustini. Se estrenó en el Teatro San Cassiano de Venecia en 1644.

## Historia
Ormindo se estrenó en el Teatro San Cassiano, Venecia, 1644. Fue arreglada por Raymond Leppard para representar en el Festival de Glyndebourne en 1967, y esta fue probablemente la primera vez que Ormindo se representó desde 1644. La obra recibió su estreno estadounidense en 1968 con una representación en la Juilliard School supervisada por Leppard. 
Esta ópera rara vez se representa en la actualidad; en las estadísticas de Operabase aparece con sólo 6 representaciones en el período 2005-2010. Entre ellas está la de la Ópera de Pittsburgh en febrero de 2007, usando una nueva edición de la representación por Peter Foster. Fue dirigida por Bernard McDonald y Chas Rader-Shieber. La edición de Peter Foster fue usado también por la Sociedad de Música antigua de Harvard en su representación de noviembre de 2008 de la obra, dirigida por Matthew Hall y Roy Kimmey. La Escuela de música de la Universidad de Baylor representó la obra en inglés el 21-22 de noviembre de 2008 bajo la dirección del Dr. Michael Johnson con el director Dr. Andrew Hudson. Fue representada por la Pinchgut Opera de Sídney en diciembre de 2009.

## Argumento
Está ambientada en la ciudad de Anfa, en Marruecos, durante un tiempo sin especificar.
El libretista Giovanni Faustino fue colaborador frecuente de Cavalli en sus primeros años. Por estar inmerso en la estética barroca, no debe sorprender que sus argumentos estén llenos del gran recurso dramático del momento: el uso de disfraces para explicar las complejidades de la relación amorosa de los personajes del drama. Estas relaciones amorosas están llenas de ambigüedades que sólo se comprenden si tenemos en cuenta que estamos en una época previctoriana en la que aún no habían comenzado las censuras del siglo XVIII. Esta ambigüedad se veía favorecida por la aparición de los castrati.